# Mästersångare
Mästersångare (Curruca crassirostris) är en fågel i familjen sylvior inom ordningen tättingar. Den förekommer i östra Medelhavsområdet från Slovenien och vidare österut till Pakistan. Tillfälligt uppträder den norr om utbredningsområdet, med bland annat två fynd i Norge. Tidigare behandlades den och västligare herdesångaren som en och samma art. IUCN kategoriserar den som livskraftig.

## Utseende
Mästersångaren är en stor sylviasångare med en kroppslängd på 15–16,6 cm. Den har lång svart stjärt med yttre vita stjärtpennor, mörkgrå till svart hjässa, svarta ögontäckare, grå rygg och vingovansida, vit strupe och smutsvitt bröst med svagt beigetonade kroppssidor.Den adulta fågeln har ljust öga.
Den är mycket lik herdesångaren och går inte att skilja från denna utan sång eller längre närstudier. Mästersångaren har dock något svartare och prydligare avgränsad hätta, gråare ovansida, vitare undersida och alltid mörkt mitt på undre stjärttäckarna vilket ger ett fläckig utseende. Näbben är också generellt lite kraftigare och längre, med hos hanar mer och tydligare tecknat blåvitt längst in på näbben.

## Läten
Mästersångaren gör skäl för sitt namn med en utdragen, ljudlig och mycket varierad sång med fylliga toner, inte helt olik sydnäktergal, exempelvis "try try try schivy schivy, ju-ju-ju-bru-tri-yh".  Den skiljer sig markant från nära släktingen herdesångarens avsevärt kortare och enklare sång. Locklätet är ett smackande "täck" och varningslätet ett ljudligt och snabbt upprepat smattrande "trrr", båda i stort sett identiska till herdesångarens motsvarande läten.

## Utbredning och systematik
Mästersångaren är en flyttfågel som häckar i södra Europa, sydvästra Asien och i norra Afrika. Den övervintrar i östra Afrika i Sudan, Etiopien och Eritrea och i södra Asien från Iran till Indien.

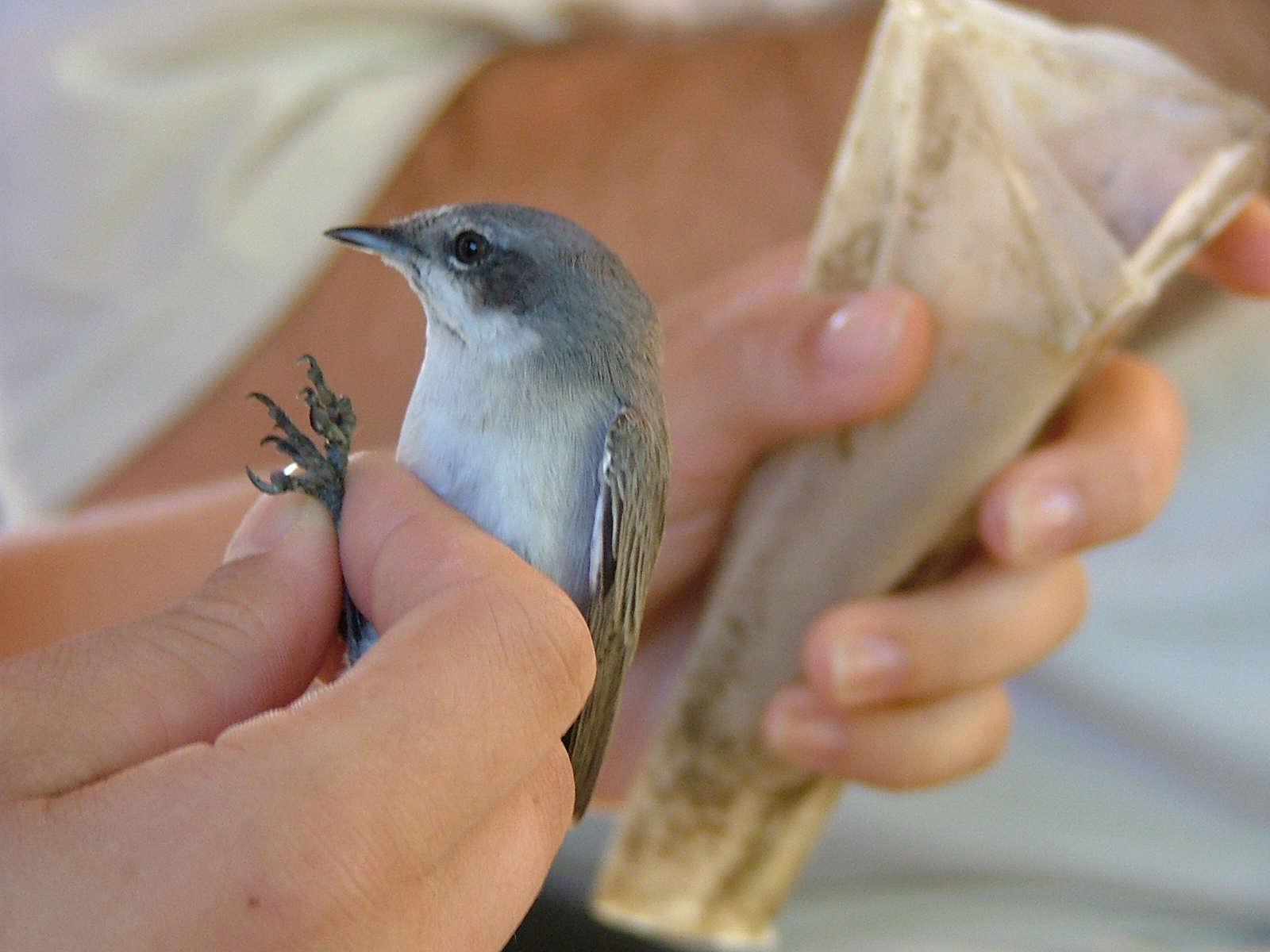
Mästersångare som ringmärks på ett fågelobservatorium i Jerusalem.

Arten delas vanligen in i tre underarter med följande utbredning:
- Curruca crassirostris crassirostris – häckar från Slovenien och Balkanhalvön till Transkaukasien, Turkiet och Levanten
- Curruca crassirostris balchanica – häckar i området direkt söder om Kaspiska havet, i Turkmenistan och Iran
- Curruca crassirostris jerdoni – häckar från Pakistan och norrut till Tadzjikistan och Kirgizistan

I verket Handbook of Western Palearctic Birds (Shirihai & Svensson 2018) föreslås en annan underartsindelning, där underarten balchanica inkluderas i nominatformen. Sedan 2022 följer svenska BirdLife Sverige dessa rekommendationer.

### Uppträdande utanför utbredningsområdet
Mästersångaren har påträffats som tillfällig gäst i Storbritannien och två gånger i Norge 2004 och 2006, båda gånger i dåvarande Sør-Trøndelag.

### Artstatus
Tidigare behandlades den som underart till västliga arten herdesångare (Curruca hortensis), då med det svenska trivialnamnet mästersångare. Dessa behandlas idag som två skilda arter, baserat på genetiska, utseendemässiga och framför allt lätesmässiga skillnader.

### Släktskap
Mästersångaren närmaste släkting är förutom herdesångare arabsångaren (C. leucomelaena), och den är även nära besläktad med sorgsångare (C. lugens) och jemensångare (C. buryi) som tidigare placerades i släktet Parisoma. Tillsammans med gruppen av ärtsångare utgör den en distinkt klad. Arterna inom kladen verkar vid en första anblick inte så lika men har alla framträdande vita hakor, saknar brunröda områden på vingarna och har ofta mörka huvudsidor.

### Släktestillhörighet
Arten placeras traditionellt i släktet Sylvia. Genetiska studier visar dock att Sylvia består av två klader som skildes åt för hela 15 miljoner år sedan. Sedan 2020 delar BirdLife Sverige och tongivande internationella auktoriteten International Ornithological Congress (IOC) därför upp Sylvia i två skilda släkten, varvid mästersångare förs till Curruca. Även den andra dominerande taxonomiska auktoriteten eBird/Clements följde efter 2021.

## Ekologi
Mästersångaren trivs i samma typ av miljö som herdesångaren, det vill säga lövskog eller buskmark med inslag av träd. Den är även likt herdesångaren rätt skygg och svårsedd. Arten häckar i träd eller i en tät buske.

## Status
Arten har ett stort utbredningsområde och internationella naturvårdsunionen IUCN kategoriserar arten som livskraftig. Beståndsutvecklingen är dock oklar. Världspopulationen uppskattas till 291 000–913 000 könsmogna individer.